# Gyógyító szerelem
A Gyógyító szerelem (hangul: 사이코지만 괜찮아, Szaikhodzsiman kvencshanha, RR: Saikojiman gwenchanha; angol címén: It's Okay to Not Be Okay) 2020-ban bemutatott dél-koreai dorama Kim Szuhjon (kim Su-hyeon) és Szo Jedzsi (Seo Ye-ji) főszereplésével, melyet a tvN csatorna vetített és a Netflix is megvásárolt. 2021-ben a sorozatot Nemzetközi Emmy-díjra jelölték a legjobb tévéfilm/minisorozat kategóriában.

## Cselekmény
Mun Gangthe (Mun Gang-tae) ápolóként dolgozik, évről-évre vándorol testvérével, aki autista, és irtózik a pillangóktól, így minden tavasszal elköltöznek, hogy „elfussanak” az őket „üldöző” pillangók elől. Gangthe (Gang-tae) egy incidens során megismerkedik Ko Munjong (Ko Mun-yeong)gal, a híres gyerekkönyvírónővel, akinek összes kötetét kincsként őrzi a bátyja. A nő szociopata, elviselhetetlen személyiségű, amit annak köszönhet, hogy gyerekkorában az anyja érzelmileg bántalmazta, kihasználta, az apja pedig megpróbálta megölni. A nő fejébe veszi, hogy kell neki a jóképű férfi, ezért követi őt mindkettejük szülővárosába, ahol Gangthe (Gang-tae) a helyi pszichiátriai kórházban helyezkedik el. Mint kiderül, Gangthe (Gang-tae) és Munjong (Mun-yeong) gyerekkorukban ismerték egymást, ám mindkettejük gyerekkora borzalmas volt. Gangthe (Gang-tae) és Szangthe (Sang-tae) elárvult, amikor édesanyjukat megölték, a fiatalabb fiúnak pedig felelősséget kellett vállalni autista bátyjáért, aki szemtanúja volt a gyilkosságnak, ám a rendőrök nem tudtak mit kezdeni a tanúvallomásával, mert a férfi szerint az édesanyjukat egy pillangó ölte meg. Gangthe (Gang-tae) és Munjong (Mun-yeong) egyre közelebb kerül egymáshoz, ahogy lassan feltárul a múlt és megpróbálnak megküzdeni lelki fájdalmaikkal.

## Szereplők
- Kim Szuhjon (Kim Su-hyeon) mint Mun Gangthe (Mun Gang-tae), ápoló a pszichiátriai kórházban
- Szo Jedzsi (Seo Ye-ji) mint Ko Munjong (Ko Mun-yeong), híres gyerekkönyvírónő
- O Dzsongsze (Oh Jeong-se) mint Mun Szangthe (Mun Sang-tae), Mun Gangthe (Mun Gang-tae) autista bátyja
- Pak Kjujong (Park Gyu-yeong) mint Nam Dzsuri (Nam Ju-ri), ápolónő a pszichiátriai kórházban
- Kim Dzsuhon (Kim Ju-heon) mint I Szangin (Lee Sang-in), könyvkiadó-vezető
- Pak Csindzsu (Park Jin-ju) mint Ju Szungdzse (Yoo Seung-jae), I Szangin (Lee Sang-in) asszisztense
- Kim Cshangvan (Kim Changwan) mint O Dzsivang (Oh Ji-wang), a kórház igazgatója
- Kang Gidung mint Cso Dzseszu (Jo Jae-soo), Mun Gangthe (Mun Gang-tae) legjobb barátja

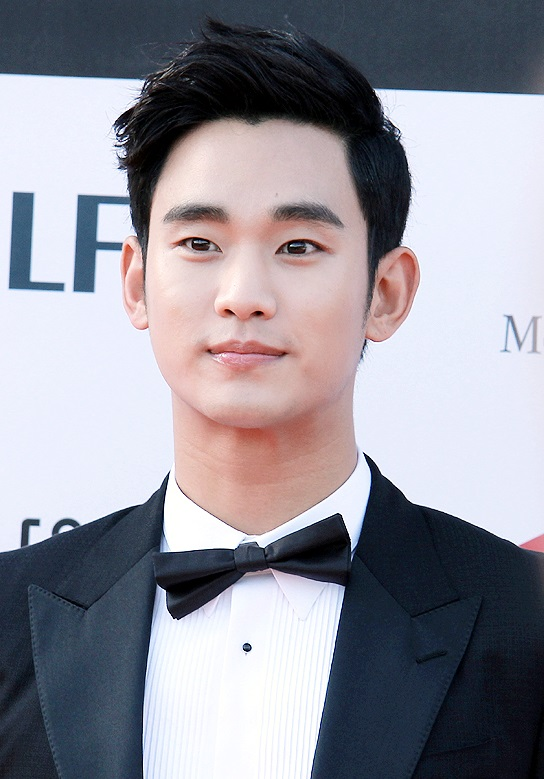
Kim Szuhjon (Kim Su-hyeon)
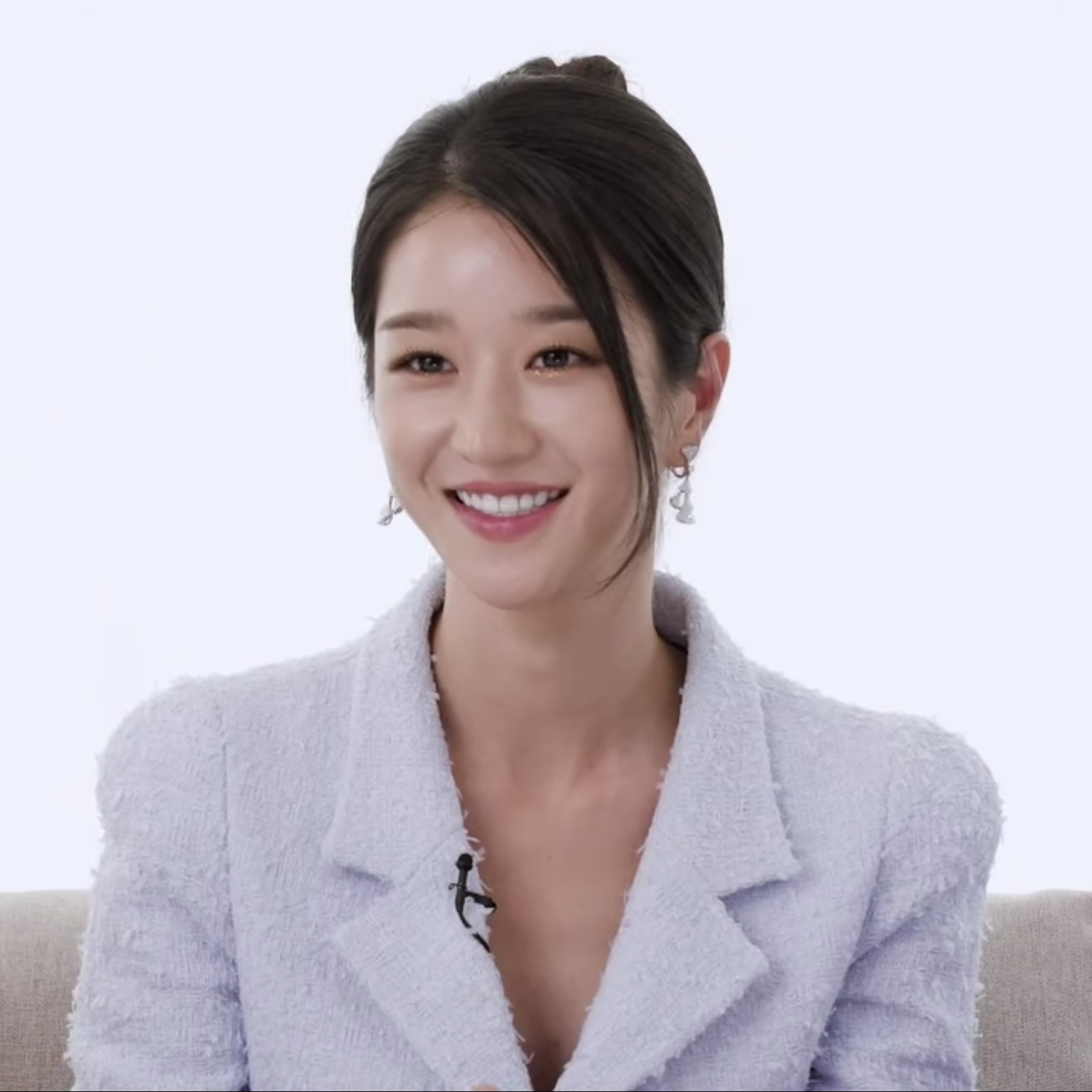
Szo Jedzsi (Seo Ye-ji)
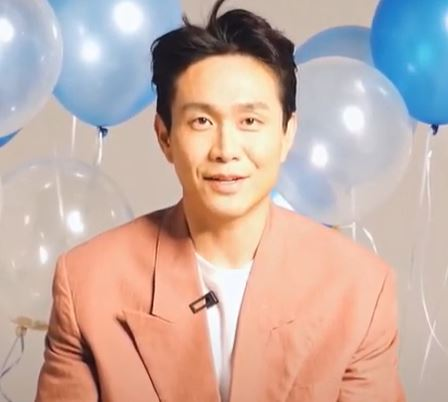
O Dzsongsze (Oh Jeong-se)
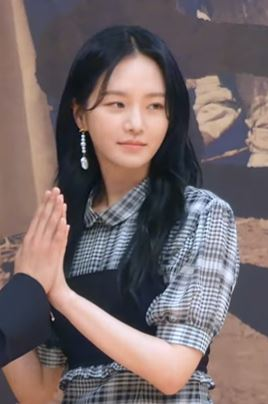
Pak Kjujong (Park Gyu-yeong)

## Forgatás
A sorozatot jórészt Kangvon (Gangwon) és Kjonggi (Gyeonggi) tartományokban forgatták. Munjong (Mun-yeong) „elátkozott kastélyának” a Vondzsu (Wonju)ban található Cafe Sandina adott helyet, melyet CGI-effektekkel alakítottak át. A Kangvon (Gangwon) tartománybeli Koszong (Goseong) megyében található a Secret Blue Cafe, melyet az OK Pszichiátriai Kórházzá alakítottak. Ezen felül külső helyszínen forgattak még Jangdzsu (Yangju)ban és Incshon (Incheon)ban is.

## Gyerekkönyvek
A sorozatban látott kitalált gyerekkönyveket a Wisdom House kiadó megjelentette 2020 júliusában és augusztusában, a forgatókönyvíró Cso Jong (Jo Yong) szövegével és Csamszan (Jamsan) illusztrációival, ugyanolyan formában, ahogy a sorozatban láthatóak voltak. Megjelenésükkor a 20 legtöbbet eladott könyv között voltak.